# ディルク・ド・クワード・ファン・ラーフェステイン
ディルク・ド・クワード・ファン・ラーフェステイン（Dirck de Quade van Ravesteyn、1565年ころの生まれ、1619年以降に死去）はオランダ黄金時代の画家である。プラハの神聖ローマ皇帝ルドルフ2世の宮廷で働いた。

## 概要
デンハーグかスヘルトーヘンボスに生まれた。画家の一族に生まれたと考えられている。フランドルの画家、フランス・フロリス(Frans Floris: 1519-1570)の多くの弟子の画家の一人の弟子であったと推定されている。1589年から1599年の間と1602年から1608年の間に、プラハいた記録が残っていて、ルドルフ2世の宮廷で働いた。当時、ルドルフ2世の宮廷では、多くのオランダやフランドル出身の画家が働いていた。1594年にレーゲンスブルクの帝国議会に出席したルドルフ2世に同行したと考えられている。
画家として成功し、プラハのマラー・ストラナに邸を買ったと伝えられている。1612年にルドルフ2世が亡くなり、後継のマティアスにも使えたとも伝えられるが、すでにオランダに戻った可能性があり、1619年以降の作品は知られておらずこの頃亡くなったと考えられている。
風俗画や、聖書や神話を題材にした作品を描いたが、多くの女性のヌードを描いた。

## 作品

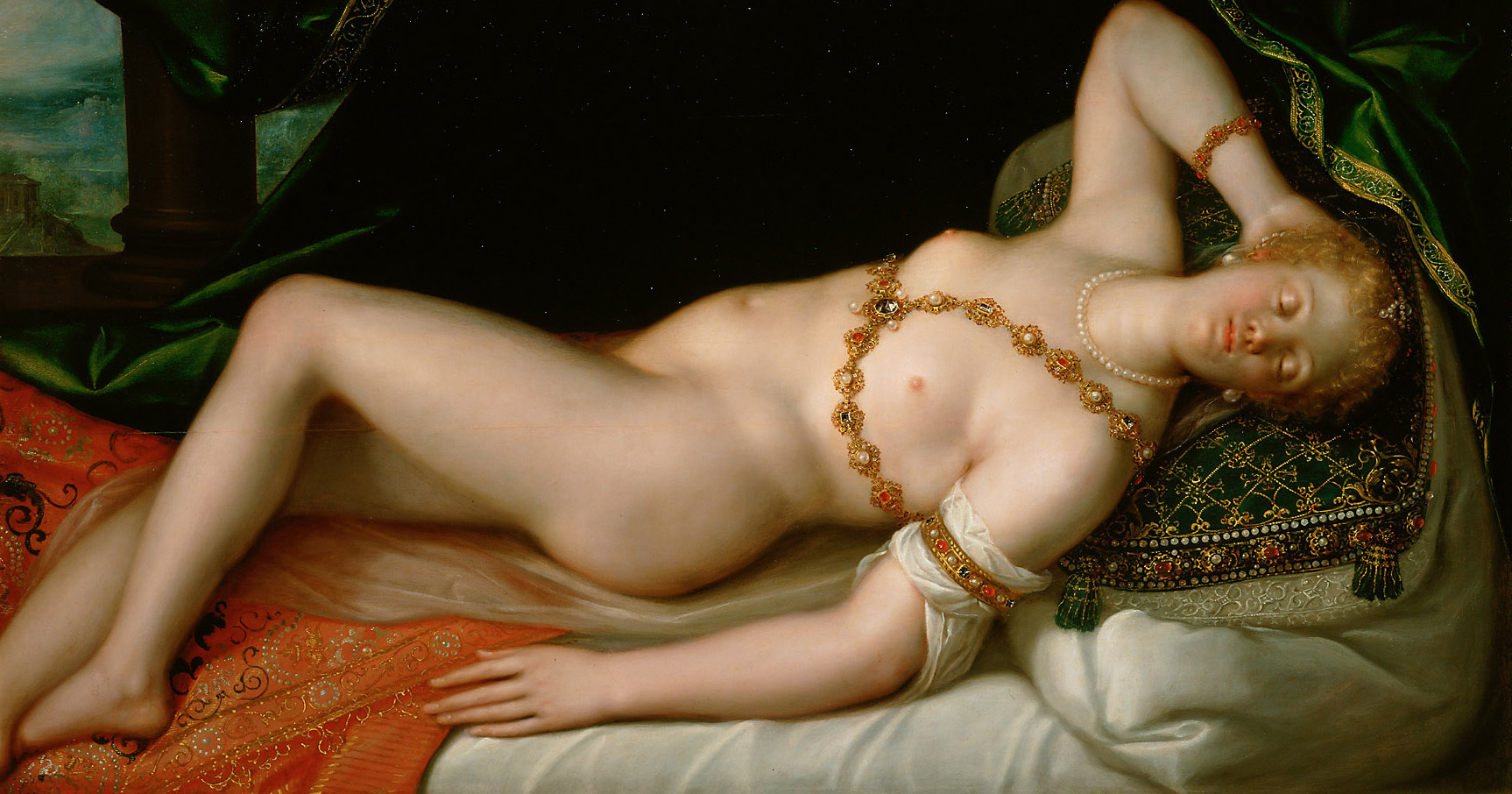
横たわるヴィーナス
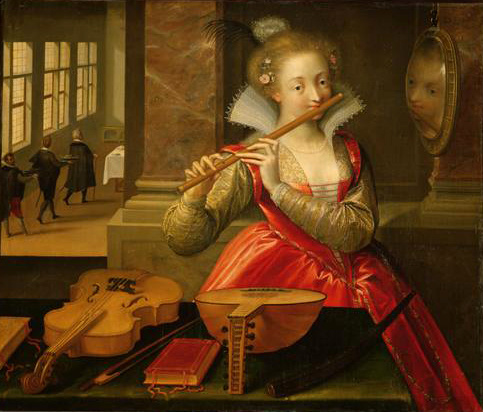
フルート演奏者
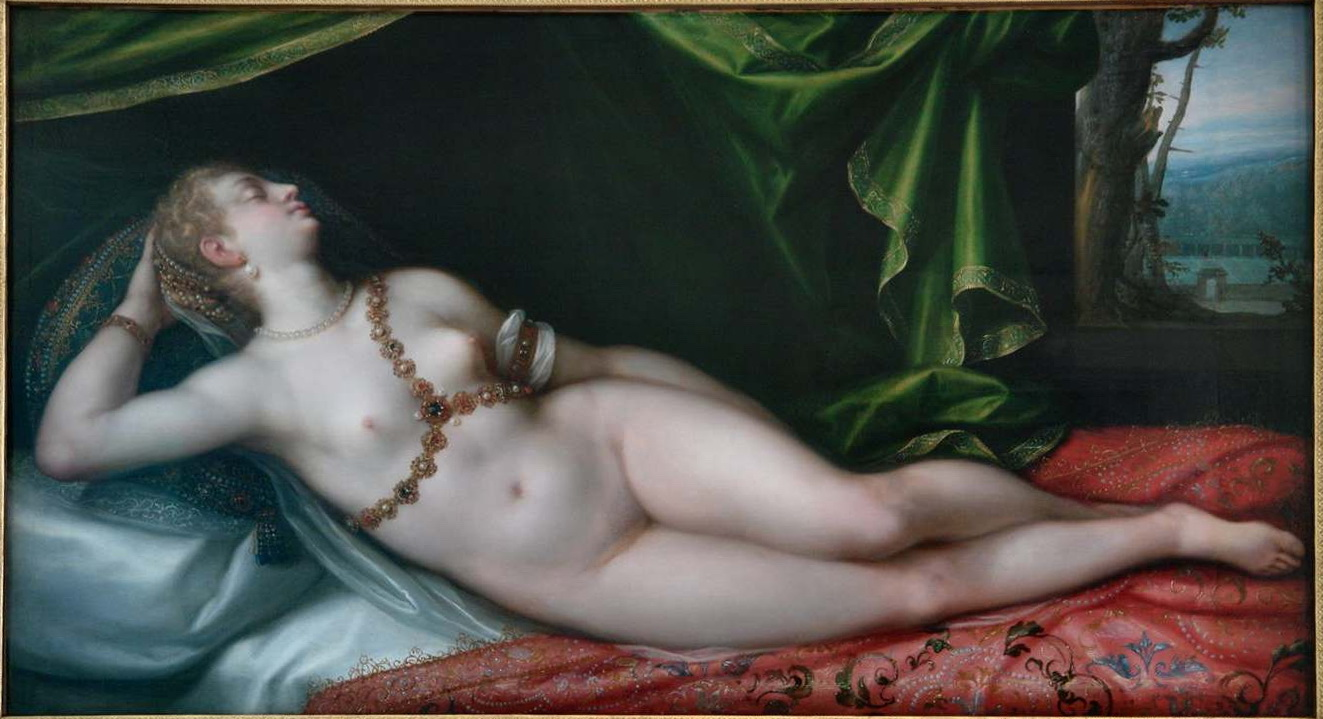
眠っている裸の女性

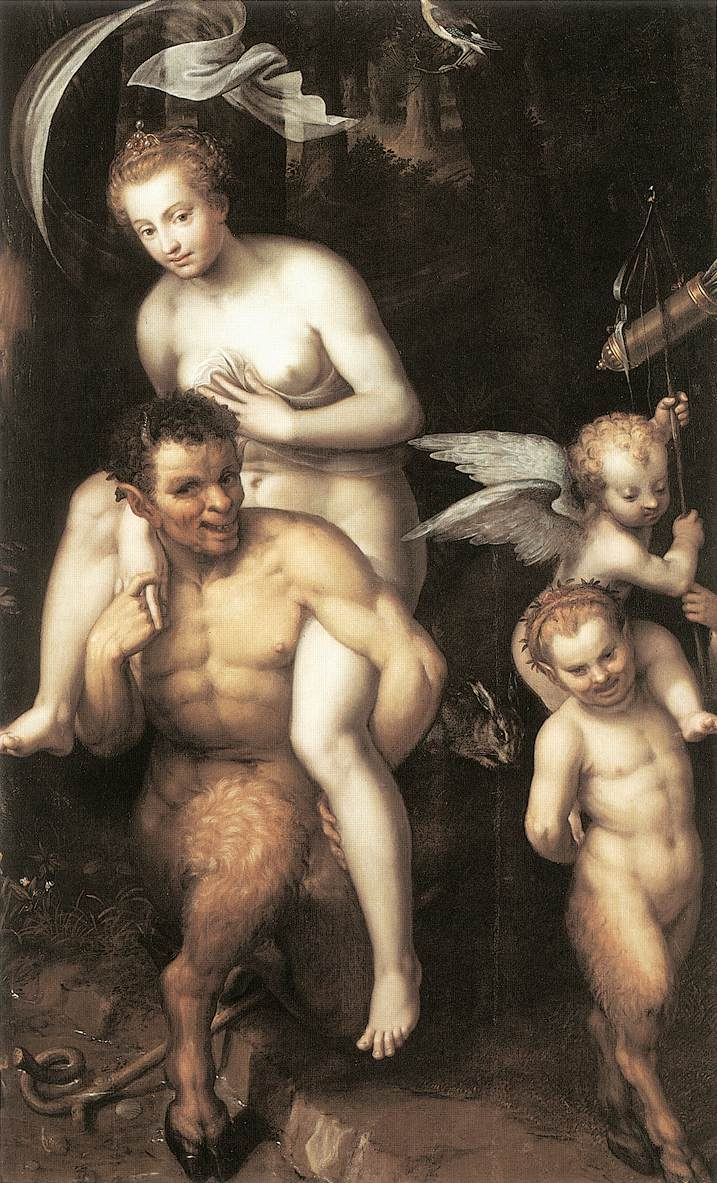
ヴィーナスとクピドを運ぶサテュロスの親子(₁602-1608)
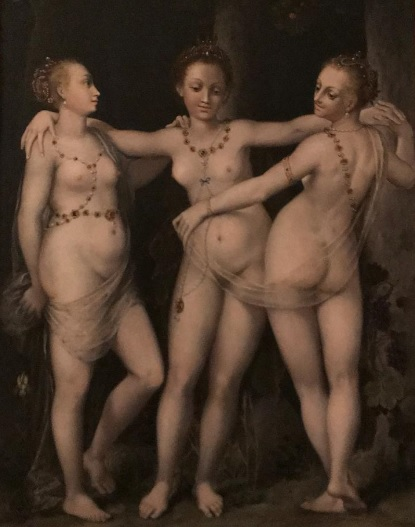
三美神
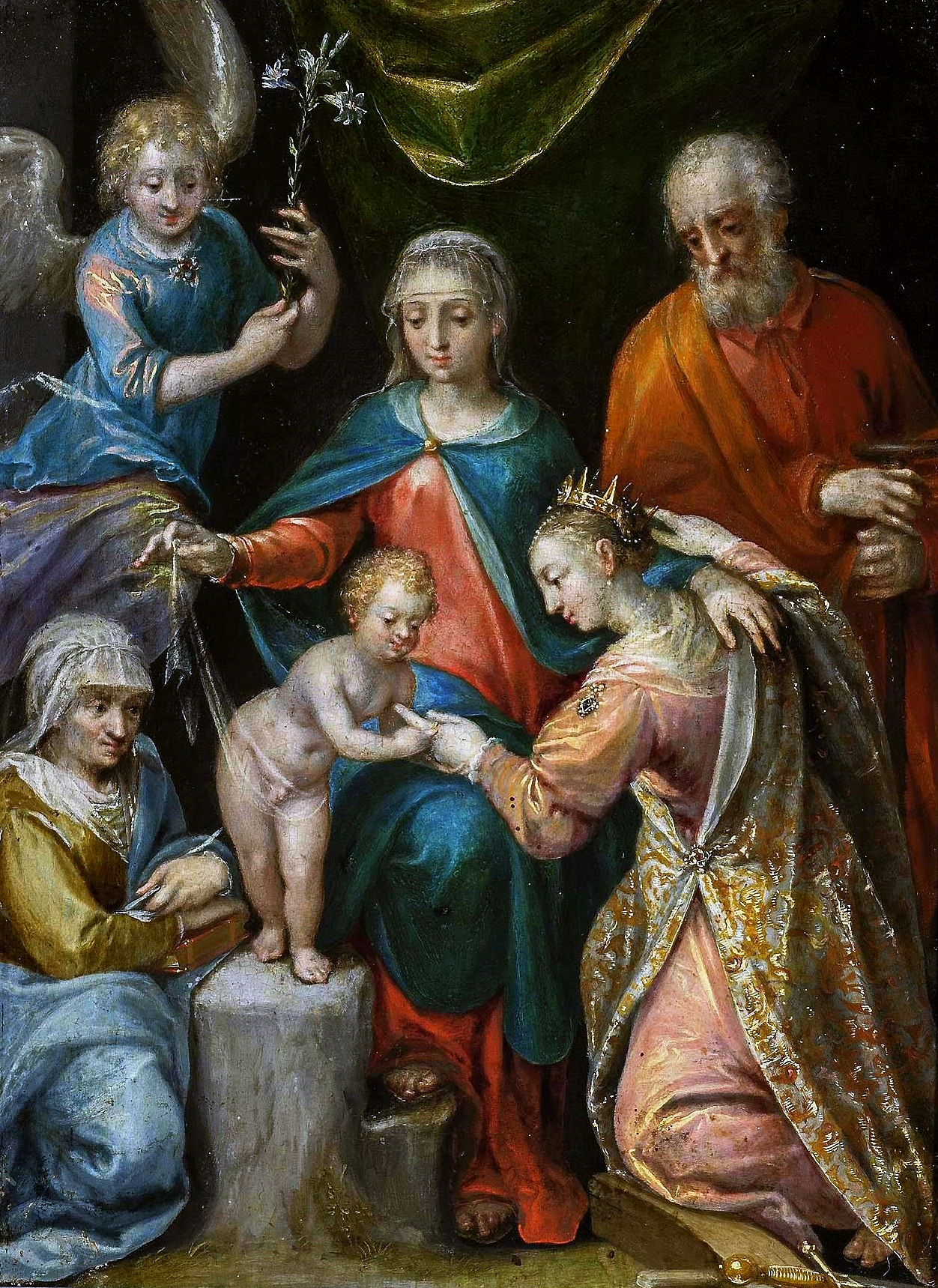
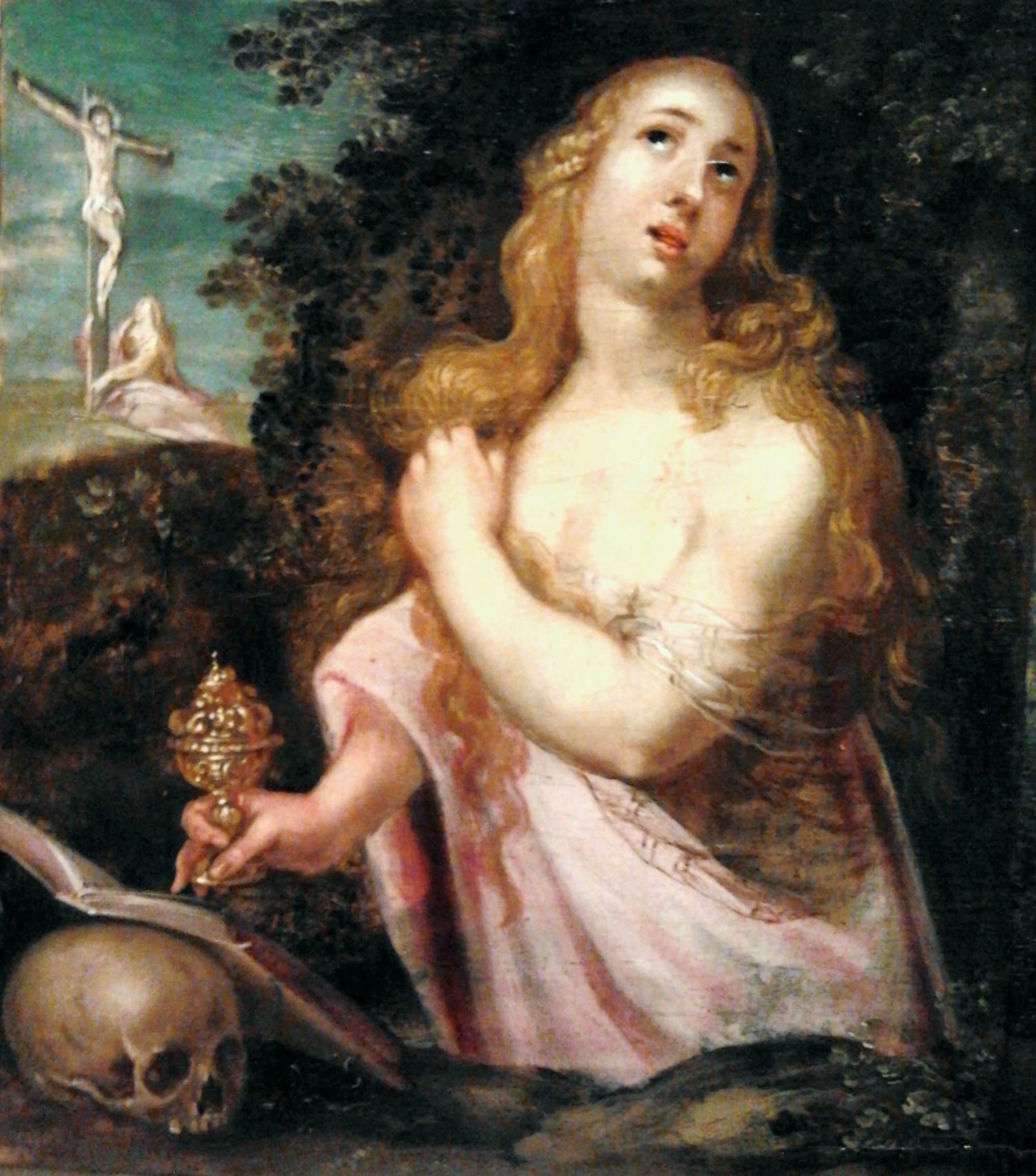
悔い改めたマグダラのマリア